# Chüebodenhorn
Chüebodenhorn är en bergstopp i Schweiz.   Den ligger i distriktet Goms och kantonen Valais, i den centrala delen av landet, 90 km sydost om huvudstaden Bern. Toppen på Chüebodenhorn är 3 070 meter över havet, eller 303 meter över den omgivande terrängen. Bredden vid basen är 1,1 km.
Terrängen runt Chüebodenhorn är varierad. Runt Chüebodenhorn är det mycket glesbefolkat, med 3 invånare per kvadratkilometer.. Närmaste större samhälle är Airolo, 12,1 km öster om Chüebodenhorn. 
Trakten runt Chüebodenhorn består i huvudsak av gräsmarker.